# Ana María García Barzelatto
Ana María García Barzelatto (Santiago, 4 de diciembre de 1945) es una abogada, administradora pública y académica chilena que durante el año 2023 actuó como integrante y presidenta del Comité Técnico de Admisibilidad, órgano arbitral del proceso constituyente chileno de 2023.

## Biografía
Es administradora pública y abogada de la Universidad de Chile, casa de estudios donde ejerce como profesora titular de la cátedra de derecho constitucional, y en la que ha sido además directora del departamento de Derecho Público de su Facultad de Derecho junto con ejercer otros cargos académicos, siendo al año 2023 presidenta de la Comisión Superior de Evaluación Académica de dicha universidad. También ha sido presidenta de la Asociación Chilena de Derecho Constitucional y directora de la Revista de Derecho Público editada por la Universidad de Chile, además de editora jurídica y asesora legal de la Editorial Jurídica de Chile.
Fue propuesta como integrante del Comité Técnico de Admisibilidad por el partido de centroderecha Evolución Política. Fue llamada a oficiar como presidenta provisional de dicho órgano para efectos de su constitución por ser la integrante de mayor edad del mismo, pero fue ratificada en su cargo de forma unánime por sus demás miembros, a la vez que confirmaban como vicepresidente a Claudio Grossman.

## Publicaciones
- Ley orgánica constitucional de partidos políticos: historia de su establecimiento y debate doctrinario (Santiago: Editorial Jurídica, 1988). OCLC 503178013
- Manual de Derecho Político. Tomo I: Instituciones políticas, junto a Mario Verdugo Marinkovic (Valencia: Tirant lo Blanch, 2020), ISBN 978-8-4133-6725-5.
- Manual de Derecho Político. Tomo II: Las fuerzas políticas y los regímenes políticos, junto a Mario Verdugo Marinkovic (Valencia: Tirant lo Blanch, 2019), ISBN 978-8-4919-0923-1.